# Chile a 2020. évi nyári olimpiai játékokon
Chile a japán Tokióban megrendezett 2020. évi nyári olimpiai játékok egyik részt vevő nemzete volt. Az országot az olimpián 23 sportágban 51 sportoló képviselte, akik érmet nem szereztek.

## Asztalitenisz
Női
| Versenyző          | Versenyszám | Selejtező         | 64-es főtábla                                           | 48-as főtábla                                       | 32-es főtábla     | Nyolcaddöntő      | Negyeddöntő       | Elődöntő          | Döntő             | Helyezés |
| Versenyző          | Versenyszám | Ellenfél Eredmény | Ellenfél Eredmény                                       | Ellenfél Eredmény                                   | Ellenfél Eredmény | Ellenfél Eredmény | Ellenfél Eredmény | Ellenfél Eredmény | Ellenfél Eredmény | Helyezés |
| ------------------ | ----------- | ----------------- | ------------------------------------------------------- | --------------------------------------------------- | ----------------- | ----------------- | ----------------- | ----------------- | ----------------- | -------- |
| María Paulina Vega | Egyes       | erőnyerő          | Batmönkhiin Bolor-Erdene (MGL) · 11–8, 11–9, 11–4, 11–7 | Suthasini Sawettabut (THA) · 5–11, 4–11, 3–11, 3–11 | kiesett           | kiesett           | kiesett           | kiesett           | kiesett           | 33.      |

## Atlétika
Férfi
| Versenyző         | Versenyszám   | Selejtező | Selejtező | Döntő    | Döntő    |
| Versenyző         | Versenyszám   | Eredmény  | Helyezés  | Eredmény | Helyezés |
| ----------------- | ------------- | --------- | --------- | -------- | -------- |
| Gabriel Kehr      | Kalapácsvetés | 75,60 m   | 13.       | kiesett  | kiesett  |
| Humberto Mansilla | Kalapácsvetés | 74,76 m   | 17.       | kiesett  | kiesett  |

Női
| Versenyző      | Versenyszám   | Selejtező | Selejtező | Döntő    | Döntő    |
| Versenyző      | Versenyszám   | Eredmény  | Helyezés  | Eredmény | Helyezés |
| -------------- | ------------- | --------- | --------- | -------- | -------- |
| Karen Gallardo | Diszkoszvetés | 55,81 m   | 29.       | kiesett  | kiesett  |

## Birkózás
Férfi
Kötöttfogású
| Versenyző      | Versenyszám | Nyolcaddöntő                | Negyeddöntő                    | Elődöntő                   | Vigaszág elődöntő | Bronz- mérkőzés               | Döntő             | Helyezés |
| Versenyző      | Versenyszám | Ellenfél Eredmény           | Ellenfél Eredmény              | Ellenfél Eredmény          | Ellenfél Eredmény | Ellenfél Eredmény             | Ellenfél Eredmény | Helyezés |
| -------------- | ----------- | --------------------------- | ------------------------------ | -------------------------- | ----------------- | ----------------------------- | ----------------- | -------- |
| Yasmani Acosta | 130 kg      | Amine Guennichi (TUN) · 5–1 | Muminjon Abdullaev (UZB) · 2–0 | Jakob Kadzsaja (GEO) · 1–1 |                   | Szergej Szemjonov (ROC) · 1–1 |                   | 5.       |

## Cselgáncs
Női
| Versenyző       | Versenyszám | 32-es főtábla                      | Nyolcaddöntő                            | Negyeddöntő       | Elődöntő          | Vigaszág elődöntő | Bronz- mérkőzés   | Döntő             | Helyezés |
| Versenyző       | Versenyszám | Ellenfél Eredmény                  | Ellenfél Eredmény                       | Ellenfél Eredmény | Ellenfél Eredmény | Ellenfél Eredmény | Ellenfél Eredmény | Ellenfél Eredmény | Helyezés |
| --------------- | ----------- | ---------------------------------- | --------------------------------------- | ----------------- | ----------------- | ----------------- | ----------------- | ----------------- | -------- |
| Mary Dee Vargas | Légsúly     | Katharina Menz (GER) · 01(0)–00(1) | Mönhbatin Uranceceg (MGL) · 00(0)–10(0) | kiesett           | kiesett           | kiesett           | kiesett           | kiesett           | 9.       |

## Evezés
Férfi
| Versenyző                  | Versenyszám              | Előfutam | Előfutam | Vigaszág | Vigaszág | Elődöntő      | Elődöntő      | Elődöntő      | Döntő | Döntő   | Döntő | Helyezés |
| Versenyző                  | Versenyszám              | Idő      | Hely.    | Idő      | Hely.    | Típus         | Idő           | Hely.         | Típus | Idő     | Hely. | Helyezés |
| -------------------------- | ------------------------ | -------- | -------- | -------- | -------- | ------------- | ------------- | ------------- | ----- | ------- | ----- | -------- |
| César Abaroa Eber Sanhueza | Könnyűsúlyú kétpárevezős | 6:53,15  | 5.       | 6:48,22  | 5.       | nem jutott be | nem jutott be | nem jutott be | C     | 6:31,97 | 2.    | 14.      |

## Golf
| Versenyző       | Versenyszám  | 1. forduló | 1. forduló | 2. forduló | 2. forduló | 3. forduló | 3. forduló | 4. forduló | 4. forduló | Összesen   | Összesen | Összesen |
| Versenyző       | Versenyszám  | Pont       | Par        | Pont       | Par        | Pont       | Par        | Pont       | Par        | Pontszám   | Par      | Helyezés |
| --------------- | ------------ | ---------- | ---------- | ---------- | ---------- | ---------- | ---------- | ---------- | ---------- | ---------- | -------- | -------- |
| Joaquín Niemann | Férfi egyéni | 70         | −1         | 69         | −2         | 66         | −5         | 65         | −6         | 270        | −14      | 10.      |
| Mito Pereira    | Férfi egyéni | 69         | −2         | 65         | −6         | 68         | −3         | 67         | −4         | 269(4,3,4) | −15      | 4.       |

## Gördeszka
Női
| Versenyző      | Versenyszám | Selejtező | Selejtező | Döntő   | Döntő   | Helyezés |
| Versenyző      | Versenyszám | Pont      | Hely.     | Pont    | Hely.   | Helyezés |
| -------------- | ----------- | --------- | --------- | ------- | ------- | -------- |
| Josefina Tapia | Egyéni park | 9,73      | 19.       | kiesett | kiesett | 19.      |

## Hullámlovaglás
| Versenyző     | Versenyszám | 1. forduló                                                                              | 1. forduló | 2. forduló                                                                             | 2. forduló | 3. forduló            | Negyeddöntő           | Elődöntő              | Döntő                 | Helyezés |
| Versenyző     | Versenyszám | Ellenfelek Győztes pont                                                                 | Hely.      | Ellenfelek Győztes pont                                                                | Hely.      | Ellenfél Győztes pont | Ellenfél Győztes pont | Ellenfél Győztes pont | Ellenfél Győztes pont | Helyezés |
| ------------- | ----------- | --------------------------------------------------------------------------------------- | ---------- | -------------------------------------------------------------------------------------- | ---------- | --------------------- | --------------------- | --------------------- | --------------------- | -------- |
| Manuel Selman | Férfi       | 4 csoport · Owen Wright (AUS) · Ramzi Boukhiam (MAR) · John John Florence (USA) · 10,40 | 4.         | 1 csoport · John John Florence (USA) · Rio Waida (INA) · Billy Stairmand (NZL) · 12,77 | 4.         | kiesett               | kiesett               | kiesett               | kiesett               | 17.      |

## Íjászat
Férfi
| Versenyző      | Versenyszám | Selejtező | Selejtező | 64-es főtábla                 | 32-es főtábla     | Nyolcaddöntő      | Negyeddöntő       | Elődöntő          | Döntő             | Helyezés |
| Versenyző      | Versenyszám | Pont      | Kiemelés  | Ellenfél Eredmény             | Ellenfél Eredmény | Ellenfél Eredmény | Ellenfél Eredmény | Ellenfél Eredmény | Ellenfél Eredmény | Helyezés |
| -------------- | ----------- | --------- | --------- | ----------------------------- | ----------------- | ----------------- | ----------------- | ----------------- | ----------------- | -------- |
| Andrés Aguilar | Egyéni      | 662       | 18.       | Jacob Wukie (USA) (47.) · 1–7 | kiesett           | kiesett           | kiesett           | kiesett           | kiesett           | 33.      |

## Kajak-kenu

### Gyorsasági
Női
| Versenyző                  | Versenyszám       | Előfutam | Előfutam | Előfutam | Negyeddöntő | Negyeddöntő | Negyeddöntő | Elődöntő      | Elődöntő      | Elődöntő      | Döntő | Döntő    | Döntő    | Helyezés |
| Versenyző                  | Versenyszám       | Idő      | Hely.    | Össz.    | Idő         | Hely.       | Össz.       | Idő           | Hely.         | Össz.         | Típus | Idő      | Helyezés | Helyezés |
| -------------------------- | ----------------- | -------- | -------- | -------- | ----------- | ----------- | ----------- | ------------- | ------------- | ------------- | ----- | -------- | -------- | -------- |
| María Mailliard            | Kenu egyes 200 m  | 47,557   | 4.       | 15.      | 46,122      | 2.          | 2.          | 48,198        | 5.            | 10.           | B     | 47,610   | 2.       | 10.      |
| Karen Roco María Mailliard | Kenu kettes 500 m | 2:09,820 | 6.       | 12.      | 2:04,969    | 4.          | 7.          | nem jutott be | nem jutott be | nem jutott be | B     | 2:02,698 | 1.       | 9.       |

## Kerékpározás

### BMX
Szabadgyakorlat
| Versenyző              | Versenyszám | Selejtező | Selejtező | Döntő | Döntő | Helyezés |
| Versenyző              | Versenyszám | Pont      | Hely.     | Pont  | Hely. | Helyezés |
| ---------------------- | ----------- | --------- | --------- | ----- | ----- | -------- |
| Macarena Perez Grasset | Női         | 67,90     | 7.        | 73,80 | 8.    | 8.       |

### Hegyi-kerékpározás
| Versenyző       | Versenyszám        | Idő     | Helyezés |
| --------------- | ------------------ | ------- | -------- |
| Martín Vidaurre | Férfi terepverseny | 1:28:33 | 16.      |

### Országúti kerékpározás
Női
| Versenyző     | Versenyszám   | Idő           | Helyezés      |
| ------------- | ------------- | ------------- | ------------- |
| Catalina Soto | Mezőnyverseny | nem ért célba | nem ért célba |

## Labdarúgás

### Női
| Chilei női labdarúgócsapat-játékoskeret | Chilei női labdarúgócsapat-játékoskeret                                                                                                |
| --- | --- |
| - Yenny Acuña - Yanara Aedo - Karen Araya - Rosario Balmaceda - Christiane Endler (c) - Javiera Grez - Carla Guerrero - María José Urrutia - Francisca Lara | - Nayadet López - Yessenia López - Francisca Mardones - Daniela Pardo - Fernanda Pinilla - Camila Sáez - Javiera Toro - Daniela Zamora |

#### Eredmények
Csoportkör
E csoport
| Hely. | Csapat               | M | Gy | D | V | G+ | G– | Gk | P | Továbbjutás |
| ----- | -------------------- | - | -- | - | - | -- | -- | -- | - | ----------- |
| 1.    | Nagy-Britannia (GBR) | 3 | 2  | 1 | 0 | 4  | 1  | +3 | 7 | Negyeddöntő |
| 2.    | Kanada (CAN)         | 3 | 1  | 2 | 0 | 4  | 3  | +1 | 5 | Negyeddöntő |
| 3.    | Japán (JPN) (H)      | 3 | 1  | 1 | 1 | 2  | 2  | 0  | 4 | Negyeddöntő |
| 4.    | Chile (CHI)          | 3 | 0  | 0 | 3 | 1  | 5  | −4 | 0 |             |

| 2021. július 21. 16:30 (9:30) |

| Nagy-Britannia (GBR) | 2–0               | Chile (CHI) |
| -------------------- | ----------------- | ----------- |
| White 18' 73'        | (1–0) Jegyzőkönyv |             |

| Sapporo Dome, Szapporo Nézőszám: 0 Játékvezető: Salima Mukansanga (ruandai) |

| 2021. július 24. 16:30 (9:30) |

| Chile (CHI)          | 1–2               | Kanada (CAN)   |
| -------------------- | ----------------- | -------------- |
| Araya 57' (11-esből) | (0–1) Jegyzőkönyv | Beckie 39' 47' |

| Sapporo Dome, Szapporo Nézőszám: 0 Játékvezető: Esther Staubli (svájci) |

| 2021. július 27. 20:00 (13:00) |

| Chile (CHI) | 0–1               | Japán (JPN) |
| ----------- | ----------------- | ----------- |
|             | (0–0) Jegyzőkönyv | Tanaka 77'  |

| Mijagi Stadion, Rifu Nézőszám: 1326 Játékvezető: Melissa Borjas (hondurasi) |

| Csapat      | Helyezés |
| ----------- | -------- |
| Chile (CHI) | 11.      |

## Lovaglás
Díjlovaglás
| Versenyző      | Ló      | Versenyszám | Selejtező | Selejtező | Selejtező | Döntő   | Döntő   | Végeredmény | Végeredmény |
| Versenyző      | Ló      | Versenyszám | Csop.     | Pont      | Hely.     | Pont    | Hely.   | Pont        | Helyezés    |
| -------------- | ------- | ----------- | --------- | --------- | --------- | ------- | ------- | ----------- | ----------- |
| Virginia Yarur | Ronaldo | Egyéni      | F         | 66,227    | 10.       | kiesett | kiesett | 66,227      | 46.         |

Díjugratás
| Versenyző    | Ló    | Versenyszám | Selejtező | Selejtező | Selejtező | Döntő       | Döntő       | Döntő       | Döntő     | Döntő     | Döntő     | Végeredmény |
| Versenyző    | Ló    | Versenyszám | Selejtező | Selejtező | Selejtező | Alapverseny | Alapverseny | Alapverseny | Szétugrás | Szétugrás | Szétugrás | Végeredmény |
| Versenyző    | Ló    | Versenyszám | Bünt.     | Idő       | Hely.     | Bünt.       | Idő         | Hely.       | Bünt.     | Idő       | Hely.     | Helyezés    |
| ------------ | ----- | ----------- | --------- | --------- | --------- | ----------- | ----------- | ----------- | --------- | --------- | --------- | ----------- |
| Samuel Parot | Dubai | Egyéni      | 4         | 87,60     | =31.      | kiesett     | kiesett     | kiesett     | kiesett   | kiesett   | kiesett   | 31.         |

## Öttusa
| Versenyző      | Versenyszám | Vívás (V) | Vívás (V) | Úszás   | Úszás | Úszás | Bónusz vívás (B) | Bónusz vívás (B) | Bónusz vívás (B) | Lovaglás      | Lovaglás      | Lovaglás | Lovaglás | Futás/Lövészet | Futás/Lövészet | Futás/Lövészet | Futás/Lövészet | Összesen    | Összesen |
| Versenyző      | Versenyszám | Eredmény  | Pont      | Idő     | Pont  | Hely. | Eredmény         | Pont             | V+B Hely.        | Idő           | Hibapont      | Pont     | Hely.    | Lövőhiba       | Idő            | Pont           | Hely.          | Összes pont | Helyezés |
| -------------- | ----------- | --------- | --------- | ------- | ----- | ----- | ---------------- | ---------------- | ---------------- | ------------- | ------------- | -------- | -------- | -------------- | -------------- | -------------- | -------------- | ----------- | -------- |
| Esteban Bustos | Férfi       | 18–17     | 208       | 2:05,24 | 300   | 26.   | 0–1              | 0                | 19.              | nem ért célba | nem ért célba | 0        | 33.      | 11             | 11:52,66       | 588            | 30.            | 1096        | 34.      |

## Röplabda

### Strandröplabda

#### Férfi
| Versenyző                     | Csoportkör | Csoportkör | 16 közé jutásért                                            | Nyolcaddöntő                                                                                        | Negyeddöntő       | Elődöntő          | Döntő             | Helyezés |
| Versenyző                     | Ellenfél Eredmény | Hely.      | Ellenfél Eredmény                                           | Ellenfél Eredmény                                                                                   | Ellenfél Eredmény | Ellenfél Eredmény | Ellenfél Eredmény | Helyezés |
| ----------------------------- | --- | ---------- | ----------------------------------------------------------- | --------------------------------------------------------------------------------------------------- | ----------------- | ----------------- | ----------------- | -------- |
| Esteban Grimalt Marco Grimalt | E csoport · Brazília (BRA) · Evandro Oliveira · Bruno Oscar Schmidt · 15–21, 21–16, 12–15 · Lengyelország (POL) · Michał Bryl · Grzegorz Fijałek · 17–21, 18–21 · Marokkó (MAR) · Mohamed Abicha · Zouheir El Graoui · 21–14, 21–12 | 3.         | Svájc (SUI) · Mirco Gerson · Adrian Heidrich · 21–17, 21–18 | Az Orosz Olimpiai Bizottság versenyzői (ROC) · Ilja Lesukov · Konsztantyin Szemjonov · 16–21, 16–21 | kiesett           | kiesett           | kiesett           | 9.       |

## Sportlövészet
Női
| Versenyző          | Versenyszám | Selejtező | Selejtező | Döntő   | Döntő    |
| Versenyző          | Versenyszám | Pont      | Helyezés  | Pont    | Helyezés |
| ------------------ | ----------- | --------- | --------- | ------- | -------- |
| Francisca Crovetto | Skeet       | 112       | 23.       | kiesett | kiesett  |

## Súlyemelés
Férfi
| Versenyző    | Versenyszám | Szakítás | Szakítás | Lökés                    | Lökés                    | Összesen | Helyezés |
| Versenyző    | Versenyszám | Eredmény | Helyezés | Eredmény                 | Helyezés                 | Összesen | Helyezés |
| ------------ | ----------- | -------- | -------- | ------------------------ | ------------------------ | -------- | -------- |
| Arley Méndez | 81 kg       | 160      | 8.       | érvényes kísérlet nélkül | érvényes kísérlet nélkül | kiesett  | kiesett  |

## Tenisz
Férfi
| Versenyző          | Versenyszám | 64-es főtábla                       | 32-es főtábla     | Nyolcaddöntő      | Negyeddöntő       | Elődöntő          | Bronz- mérkőzés   | Döntő             | Helyezés |
| Versenyző          | Versenyszám | Ellenfél Eredmény                   | Ellenfél Eredmény | Ellenfél Eredmény | Ellenfél Eredmény | Ellenfél Eredmény | Ellenfél Eredmény | Ellenfél Eredmény | Helyezés |
| ------------------ | ----------- | ----------------------------------- | ----------------- | ----------------- | ----------------- | ----------------- | ----------------- | ----------------- | -------- |
| Tomás Barrios Vera | Egyes       | Jérémy Chardy (FRA) · 1-6, 6-7(4–7) | kiesett           | kiesett           | kiesett           | kiesett           | kiesett           | kiesett           | 33.      |

## Torna
Férfi
| Versenyző        | Versenyszám | Selejtező | Selejtező | Döntő    | Döntő    |
| Versenyző        | Versenyszám | Pontszám  | Helyezés  | Pontszám | Helyezés |
| ---------------- | ----------- | --------- | --------- | -------- | -------- |
| Enrique González | Talaj       | 13,600    | 42.       | kiesett  | kiesett  |

Női
| Versenyző     | Versenyszám      | Selejtező | Selejtező | Döntő    | Döntő    |
| Versenyző     | Versenyszám      | Pontszám  | Helyezés  | Pontszám | Helyezés |
| ------------- | ---------------- | --------- | --------- | -------- | -------- |
| Simona Castro | Talaj            | 10,233    | 85.       | kiesett  | kiesett  |
| Simona Castro | Felemás korlát   | 11,533    | 78.       | kiesett  | kiesett  |
| Simona Castro | Gerenda          | 11,433    | 79.       | kiesett  | kiesett  |
| Simona Castro | Egyéni összetett | 46,399    | 75.       | kiesett  | kiesett  |

## Triatlon
Egyéni
| Versenyző       | Versenyszám | 1,5 km úszás | Depózás 1 | 40 km kerékpározás | Depózás 2 | 10 km futás | Összesítés | Összesítés |
| Versenyző       | Versenyszám | Idő          | Idő       | Idő                | Idő       | Idő         | Idő        | Helyezés   |
| --------------- | ----------- | ------------ | --------- | ------------------ | --------- | ----------- | ---------- | ---------- |
| Diego Moya      | Férfi       | 17:50        | 0:42      | 56:34              | 0:35      | 32:48       | 1:48:29    | 30.        |
| Bárbara Riveros | Női         | 19:45        | 0:42      | 1:04:54            | 0:36      | 36:49       | 2:02:46    | 25.        |

## Úszás
Férfi
| Versenyző         | Versenyszám | Előfutam | Előfutam | Előfutam | Döntő   | Döntő    |
| Versenyző         | Versenyszám | Idő      | Hely.    | Össz.    | Idő     | Helyezés |
| ----------------- | ----------- | -------- | -------- | -------- | ------- | -------- |
| Eduardo Cisternas | 400 m gyors | 3:54,10  | 1.       | 27.      | kiesett | kiesett  |

Női
| Versenyző       | Versenyszám  | Előfutam | Előfutam | Előfutam | Döntő   | Döntő    |
| Versenyző       | Versenyszám  | Idő      | Hely.    | Össz.    | Idő     | Helyezés |
| --------------- | ------------ | -------- | -------- | -------- | ------- | -------- |
| Kristel Köbrich | 800 m gyors  | 8:32,58  | 2.       | 19.      | kiesett | kiesett  |
| Kristel Köbrich | 1500 m gyors | 16:09,09 | 6.       | 14Ő.     | kiesett | kiesett  |

## Vitorlázás
Férfi
| Versenyző       | Versenyszám | Futam | Futam | Futam | Futam | Futam | Futam | Futam | Futam | Futam | Futam | Futam   | Pontszám | Helyezés |
| Versenyző       | Versenyszám | 1     | 2     | 3     | 4     | 5     | 6     | 7     | 8     | 9     | 10    | É       | Pontszám | Helyezés |
| --------------- | ----------- | ----- | ----- | ----- | ----- | ----- | ----- | ----- | ----- | ----- | ----- | ------- | -------- | -------- |
| Clemente Seguel | Laser       | 25    | 5     | 16    | 27    | 11    | 20    | 21    | 22    | 18    | (31)  | kiesett | 165      | 22.      |

## Vívás
Női
| Versenyző         | Versenyszám | Selejtező                      | 32-es főtábla     | Nyolcaddöntő      | Negyeddöntő       | Elődöntő          | Bronz- mérkőzés   | Döntő             | Helyezés |
| Versenyző         | Versenyszám | Ellenfél Eredmény              | Ellenfél Eredmény | Ellenfél Eredmény | Ellenfél Eredmény | Ellenfél Eredmény | Ellenfél Eredmény | Ellenfél Eredmény | Helyezés |
| ----------------- | ----------- | ------------------------------ | ----------------- | ----------------- | ----------------- | ----------------- | ----------------- | ----------------- | -------- |
| Katina Proestakis | Tőr, egyéni | Martyna Jelińska (POL) · 12–15 | kiesett           | kiesett           | kiesett           | kiesett           | kiesett           | kiesett           | 34.      |